# خانه خراسانی
خانه خراسانی مربوط به اواخر دوره قاجار است و در گرگان، محله سرچشمه واقع شده و این اثر در تاریخ ۸ اسفند ۱۳۷۷ با شمارهٔ ثبت ۲۲۷۳ به‌عنوان یکی از آثار ملی ایران به ثبت رسیده است.